# ستيف برينان
ستيف برينان (بالإنجليزية: Steve Brennan)‏ (3 سبتمبر 1958 في المملكة المتحدة - 13 أغسطس 2015) هو لاعب كرة قدم بريطاني في مركز الوسط. لعب مع كريستال بالاس ونادي بليموث أرجايل ونادي ليذرهيد.